# Sobre rodes (pel·lícula de 2005)
Sobre rodes (títol original: Roll Bounce) és una pel·lícula estatunidenca dirigida per Malcolm D. Lee, estrenada el 2005. Ha estat doblada al català.

## Argument
A Chicago, ambientada en el més àlgid de l'era de la disc en patins, quan va néixer el “jam skating”, la pel·lícula combina les emocions retro de la música i el ball dels setanta amb la commovedora història d'una família que intenta trobar una manera de superar els mals temps i trobar un futur millor. Repleta de melodies clàssiques del soul, extravagants moviments en patinar i el romanticisme del “patinatge en parella”, un viatge contagiosament divertit a un món en el qual quan baixen les llums i es puja la música, pots aconseguir el que et proposis. Tot comença quan Xavier Smith (Bow Wow), també conegut com a X, un jove patinador que, amb els seus col·legues, va controlar la pista de patinatge del South Side de Chicago, les Palisades Gardens. Però quan es tanquen les portes del seu lloc habitual i favorit de reunió, suposa el final d'una era i el començament d'una altra que veu com els nois s'aventuren en un territori completament estrany per a ells: la pista de patinatge del North Side, Sweetwater, que està ara de moda, amb els seus patinadors de suaus maneres i molts diners i les seves maquíssimes noies amb shorts.

## Repartiment
- Lil' Bow Wow: Xavier 'X' Smith
- Brandon T. Jackson: Junyr
- Marcus T. Paulk: Boo
- Rick Gonzalez: Naps
- Khleo Thomas: Mixed Mike
- Chi McBride: Curtis
- Busisiwe Irvin: Sonya
- Jurnee Smollett: Tori
- Kellita Smith: Vivian
- Mike Epps: Byron
- Charles Q. Murphy: Victor
- Meagan Good: Naomi Phillips
- Nick Cannon: Bernard
- Wesley Jonathan: Sweetness
- Paul Wesley: Troy
- Daniel Yabut: Roy

## Al voltant de la pel·lícula
- El rodatge s'ha desenrotllat a Chicago, Lynwood i Summit, Illinois.
- Un deu per cent de les recaptacions del primer cap de setmana d'explotació del film (750.000 dòlars) han estat lliurats a les víctimes de l'huracà Katrina.

## Banda original
- Flashlight, interpretada per Parliament
- Bounce, Rock, Skate, Roll, interpretada per Vaughan Mason &amp; Crew
- I Wanna Know Your Name, interpretada per Keith Sweat
- Lovely Day, interpretada per Bill Withers
- Emotion, interpretada per Samantha Sang
- Can You Feel the Force, interpretada per The Real Thing
- Love to Love You Baby, interpretada per Donna Summer
- Superman Lover, interpretada per Johnny Watson
- I'll Keep Loving You, interpretada per Carl Douglas
- Barracuda, interpretada per Heart
- Rock the Boat, interpretada per Hues Corporation
- Baby Hold On, interpretada per Eddie Money
- On the Beautiful Blue Danube, interpretada per The Royal Philharmonic Orchestra
- Kung Fu Fighting, interpretada per Carl Douglas
- I'm Your Boogie Man, interpretada per K.C. &amp; The Sunshine Band
- Pure Gold, interpretada per Earth, Wind & Fire
- Let's Roll, interpretada per Chaka Khan
- Easy, interpretada per The Commodores
- For All We Know, interpretada per Donny Hathaway
- Boogie Fever, interpretada per The Sylvers
- Pick Up the Pieces, interpretada per The Average White Band
- Le Freak, interpretada per Chic
- Hollywood Swinging, interpretada per Kool &amp; The Gang
- Fire, interpretada per Ohio Players
- Get Off, interpretada per Foxy
- He's the Greatest Dancer, interpretada per Sister Sledge
- Boogie Oogie Oogie, interpretada per Keyshia Cole et Fabolous
- Baby come Back, interpretada per Player

## Nominacions
- Nominació al premi al millor director de llarg metratge, en els premis Imate 2006.